# Isola Edgell
L'isola Edgell è un'isola del Canada, situata nello stretto di Davis e appartenente all'arcipelago artico canadese. Dal punto di vista amministrativo essa appartiene al territorio di Nunavut.